# منصور زادون
منصور زادون (متولد ۱۳۶۵ در تهران) والیبالیست اهل ایران (از مادری چکی و پدری ایرانی)، عضو سابق تیم ملی نوجوانان جوانان و بزرگسالان والیبال ایران است. زادون در مسابقات قهرمانی نوجوانان آسیا ۲۰۰۵ به عنوان امتیازآورترین بازیکن و در مسابقات قهرمانی زیر ۲۰ سال آسیا ۲۰۰۶ به عنوان بهترین زننده سرویس رقابت‌ها دست یافت. زادون در قهرمانی جهان ۲۰۰۷ در مراکش به عنوان کاپیتان تیم ملی ایران انتخاب شد. مادر منصور زادون اهل کشور جمهوری چک و پدرش یک ایرانی است.